# Dreamcatcher (Ian Gillan)
Dreamcatcher è un album in studio da solista del cantante inglese Ian Gillan (già voce dei Deep Purple). Il disco è uscito nel 1997 in Giappone e Regno Unito e nel 1998 negli Stati Uniti.

## Tracce
Europa
1. Chandra's Coriander – 5:24
2. Prima Donna – 3:59
3. All in My Mind – 4:15
4. That's Why God Is Singing the Blues – 3:33
5. Gunga Din – 2:50
6. Hard on You – 4:45
7. Sleepy Warm – 3:56
8. Country Mile – 3:47
9. You Sold My Love for a Song – 4:04
10. A Day Late and a Dollar Short – 4:26
11. Sugar Plum – 4:54
12. Anyway You Want Me – 3:42

Stati Uniti
1. Hard on You – 4:45
2. You Sold My Love for a Song – 4:04
3. Sugar Plum – 4:54
4. A Day Late and a Dollar Short – 4:26
5. Chandra's Coriander – 5:24
6. All in My Mind – 4:15
7. Prima Donna – 3:59
8. Sleepy Warm – 3:56
9. Country Mile – 3:47
10. That's Why God Is Singing the Blues – 3:33
11. Gunga Din – 2:50
12. Anyway You Want Me – 3:42